# 부여우체국
부여우체국은 충청남도 부여군 전역을 관할하는 충청지방우정청 소속의 우체국이다.

## 기본 정보
- 우편번호: 323-800
- 주소: 충청남도 부여군 부여읍 사비로 82

## 연혁
- 1898년 5월 15일: 부여임시우체사 개국
- 1905년 5월 30일: 한일통신사업활동으로 일본에 인계되면서 부여임시우체소 설치
- 1906년 12월 1일: 부여우체소 설치
- 1911년 12월 1일: 부여우편소 설치
- 1941년 2월 1일: 부여우편국으로 개칭
- 1950년 1월 12일: 부여우체국으로 개칭
- 1982년 1월 1일: 전신전화업무 공사 이관
- 1983년 12월 12일: 본청사 개축
- 1990년 12월 10일: 본청사 2층 증축
- 1997년 7월 1일: 직제개편(2과1실)
- 2001년 5월 1일: 직제개편(2과1실)
- 2004년 11월 25일: 집배실(2층) 증축
- 2015년 7월 20일: 우편구역을 다음과 같이 고시[1]

| 배달국     | 배달구역                                          | 구역번호                    |
| ---------- | ------------------------------------------------- | --------------------------- |
| 부여우체국 | 부여읍 · 규암면 · 은산면 · 석성면 · 초촌면        | 33106 ~ 33180               |
| 홍산우체국 | 홍산면 · 외산면 · 구룡면 · 남면 · 옥산면 · 내산면 | 33100 ~ 33105 33188 ~ 33210 |
| 임천우체국 | 임천면 · 양화면 · 세도면 · 장암면 · 충화면        | 33181 ~ 33187 33211 ~ 33232 |

## 관할 우체국
| 우체국명           | 사진 | 주소                                           | 비고 |
| ------------------ | ---- | ---------------------------------------------- | ---- |
| 구룡우체국         |      | 충청남도 부여군 구룡면 흥수로 105 (논티리)     |      |
| 규암우체국         |      | 충청남도 부여군 규암면 규암로 5 (규암리)       |      |
| 내산우체국         |      | 충청남도 부여군 내산면 성충로 1008 (운치리)    |      |
| 부여남면우체국     |      | 충청남도 부여군 남면 남성로 430 (회동리)       |      |
| 부여동남우편취급국 |      | 33166 충청남도 부여군 부여읍 궁남로 7 (동남리) |      |
| 부여석성우체국     |      | 충청남도 부여군 석성면 증산로39번길 7 (증산리) |      |
| 부여양화우체국     |      | 충청남도 부여군 양화면 입포로53번길 3 (입포리) |      |
| 부여옥산우체국     |      | 충청남도 부여군 옥산면 대백제로 336 (안서리)   |      |
| 부여장암우체국     |      | 충청남도 부여군 장암면 장암로 18 (석동리)      |      |
| 세도우체국         |      | 충청남도 부여군 세도면 세도중앙로 34 (청송리)  |      |
| 외산우체국         |      | 충청남도 부여군 외산면 외산로 96 (만수리)      |      |
| 은산우체국         |      | 충청남도 부여군 은산면 충절로 2794 (신대리)    |      |
| 임천우체국         |      | 충청남도 부여군 임천면 성흥로 119 (군사리)     |      |
| 초촌우체국         |      | 충청남도 부여군 초촌면 초촌로 20 (추양리)      |      |
| 충화우체국         |      | 충청남도 부여군 충화면 팔충로 772(천당리)      |      |
| 홍산우체국         |      | 충청남도 부여군 홍산면 동헌로 23 (남촌리)      |      |

## 조직
- 우편물류과
- 경영지도실
- 영업과